# Гауда (сыр)

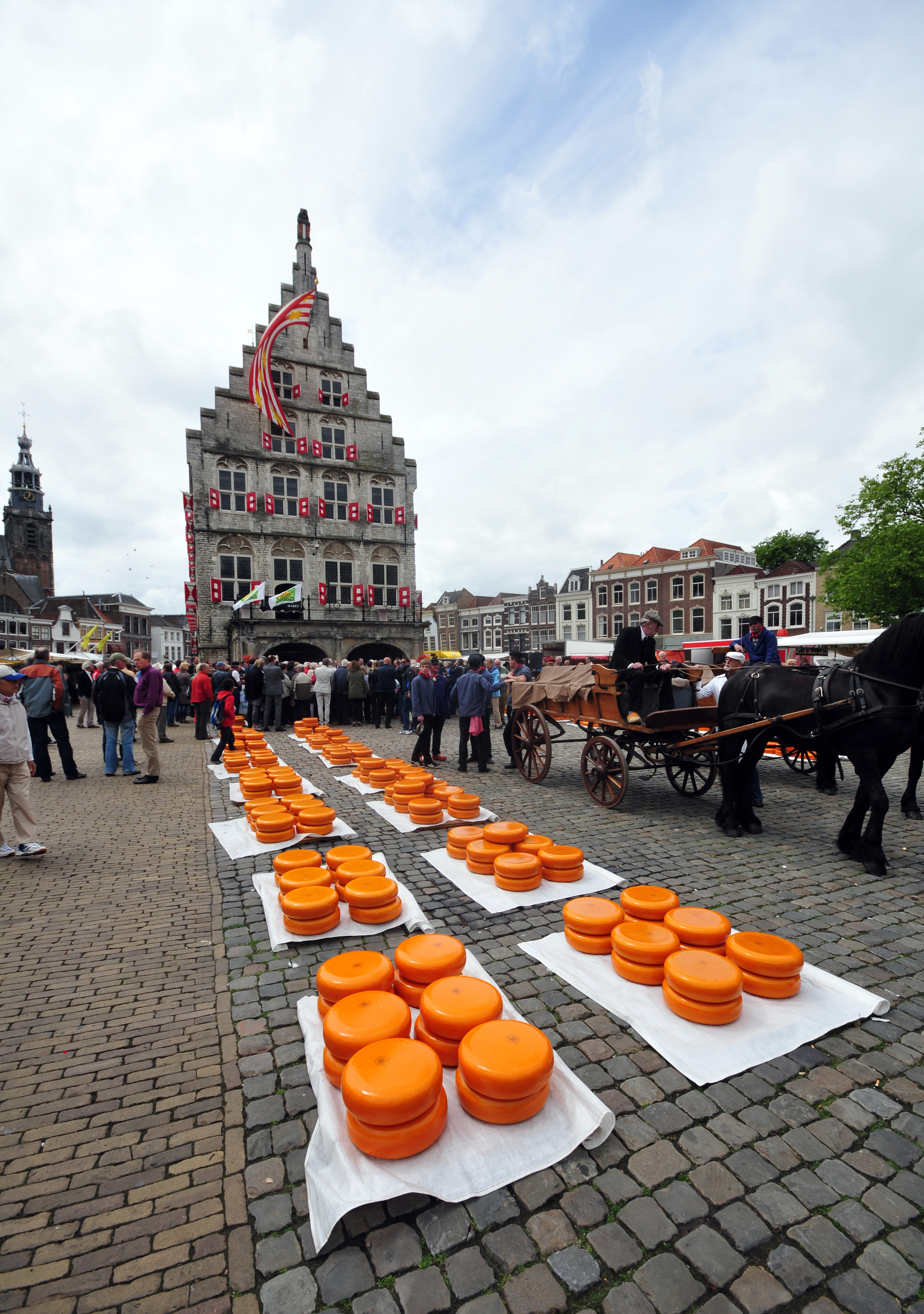

Га́уда (нидерл. Goudse kaas или чаще Gouda) — твёрдый голландский сыр, изготавливаемый из коровьего молока. Жирность — в пределах 48—51 %. Имеют форму круга среднего размера. Плотной консистенции. У молодого сыра вкус мягкий, однако с возрастом приобретает более ярко выраженный вкус.

## История
Сыр назван в честь голландского города Гауда, где он производился в течение нескольких веков. К XIX веку этот сыр стал популярным на всей территории Голландии.
Изначально гауда производился большими сырными головами по 12 килограммов. Сегодня производятся маленькие сырные головы массой около 4,5 килограммов. Корочка гауды должна быть чистой, гладкой, без разрывов и ровного жёлтого цвета. Внутри сыр — светло-жёлтый с маленькими дырочками по всему объёму.
Гауда — лёгкий сыр с мягким кремовым вкусом. Чем более сыр зрелый, тем больше меняется его характер. Он обретает более сильный аромат и становится суше. Особой разновидностью этого сыра является «Голландский мастер», вызревающий почти год. Выпускается три вида сыра гауда, которые отличаются сроком созревания: молодая гауда (Gоuda young), гауда среднего возраста (Gouda mittelalt) и старая гауда (alter Gouda).
За годы было создано много разных вариантов сыров гауда, например, гауда с тмином, пряными травами, горчицей и перцем. Российские производители выпускают разновидность «Российская гауда».
Слово «гауда» не является торговой маркой. Однако марка «Noord-Hollandse Gouda» зарегистрирована в Европейском союзе и подтверждает голландское происхождение сыра. С 1997 года производимая на фермах выдержанная разновидность гауды выделяется в отдельный сорт, который называется буренкаас.

## Защита
Термин «гауда» не ограничивается сырами голландского происхождения. Тем не менее «Боеренкаас», «Норд-Холландская Гауда» и «Гауда Голландия» зарегистрированы в ЕС как имеющие статус охраняемых географических обозначений. Эти сыры могут производиться только в Нидерландах (причём не только в нидерландской провинции Южная Голландия, в которой находится собственно Гауда) и могут использовать только молоко, производимое нидерландскими коровами.